# 定時飛行場実況気象通報式
定時航空実況気象通報式（ていじこうくうじっきょうきしょうつうほうしき）、または定時飛行場実況気象通報式（ていじひこうじょうじっきょうきしょうつうほうしき）、略称：METARは、気象通報式の一種であり、航空気象情報を英数字によって通報するための書式（フォーマット）である。通常は空港または航空気象台から定期的に発せられ、主としてパイロットや航空管制官、ディスパッチャーなどの航空関係者が、空港または飛行場の気象状況を把握するために使用されている。気象予報士が天気予報のために利用することもある。

## 概要

### 歴史
METARは航空気象情報を定期的に通報するために定められた英数字による書式である。基本形式は国際民間航空機関(ICAO)が定め、詳細の国際符号を世界気象機関(WMO)が策定する。1968年1月1日に導入されて以来、これまでに数回修正されている。
北米諸国では気象通報に SAO (Surface Aviation Observation、別称サキューラーN)が使われていたが、1989年のジュネーヴ合意で承認された METAR の変形が1995年から1996年にかけて相次いで採用された。

### 発信頻度
通常、METARは1時間ごと、または30分ごとの定時に観測情報が発信され、加えて自動観測装置による自動配信(METAR AUTO)が提供される場合もある。米国では空港や軍基地によってASOSと呼ばれる自動気象観測システムが利用されている。

### 名称
「METAR」の由来は、フランス語で「定時航空気象観測通報」を意味するフレーズである "message d’observation météorologique régulière pour l’aviation" から"MÉTéorologique" （気象）、"Aviation" （航空）、"Régulière" （定時）を短縮したものと考えられているが、各機関の文書上では、WMOが"Aerodrome Routine Meteorological Report"としており、アメリカ連邦航空局(FAA)やアメリカ海洋大気庁(NOAA)、イギリス気象庁(UKMO)では"Aviation Routine Weather Report" としている。日本の国土交通省や気象庁をはじめとする省庁の文書では「定時航空実況気象通報式」が用いられている。

### METARとSPECI
METARと同様の気象情報にSPECI（特別飛行場実況気象通報式）があり、両者の書式自体はまったく同じである。
METARは定時の気象観測を通報するのに対し、SPECIは定時観測以外の臨時的な気象観測（特別観測）を行った際に通報される。特別観測は、以下の場合に行われる。
- 天候が急激に変化し、一定のしきい値を超えたとき。なお、しきい値は空港によって異なる。(SPECI)
- 航空会社などから照会があったとき。（照会特別観測:REQUEST）
- 航空機事故が発生したとき。（事故特別観測:ACCIDENT）

## METARの内容
標準的な METAR には、発表日時、風向風速、視程、降水、滑走路視距離や視程障害現象等の現在天気、雲量、雲高、温度、露点、気圧などのデータが含まれている。また、総降水量や雷、その他パイロットや気象学者が関心を持つカラー・ステート (Colour State) のような情報が含まれることもある。（ただし、日本では降水量を報じることはなく、カラー・ステートという概念もない。）
またMETARの最後には、発表時刻から2時間に起こりうる気象の変化を取り扱う TRENDと呼ばれる短期予報が付け加えられることがある。これは、飛行場予報 (TAF) と同じようなフォーマットであるが、TAFと大きく異なるのは、特に重要な変化がない場合、NOSIG(No significant change)が付加されることと、適用時間がTAFの30時間（日本の場合）に対し最大で2時間程度の違いである。日本でTREND報が発せられるのは成田国際空港及び東京国際空港、関西国際空港、中部国際空港の4国際空港である。
TAF は「現在の気象情報」ではなく当該飛行場の「予報」の通報であり、METARとは通報するべき要素は共通するものの、内容がかなり異なっている。VOLMET放送では、METAR と TAF が使われているが、VOLMET放送の放送時間枠の関係から、TAFのうち5群（基本群と変化群4群）を超えた部分は放送されない。
METARは、その基本的な形式がICAO技術規則Annex-3で定義され、世界気象機関 (WMO)では、『WMO PUBLICATION NO. 306 - MANUAL ON CODES』において通報式を定義している(同書Volume I.1 - Part A, Section Aにおいて、FM-15としてMETARのフォーマットが定義され、FM-16としてSPECIのフォーマットが定義されている)。

## 国際 METAR コード
以下に示す例は、ブルガリアのブルガスにあるブルガス国際空港における 2005年2月4日 16:00 UTC の METAR である。
METAR LBBG 041600Z 12003MPS 310V290 1400 R04/P1500N R22/P1500U +SN BKN022 OVC050 M04/M07 Q1020 NOSIG 9949//91=
- METAR は、以下に続くのが通常の1時間ごとの定時観測であることを示す。
- LBBG は、ブルガス国際空港のICAOコードである。
- 041600Z は、月の日付が4日であり、時刻が協定世界時で16時00分、東ヨーロッパ時間で午後6時00分であることを示す。
- 12003MPS は、風速3メートル/秒の風が真北より120度の方向（東南東）から吹いていることを示す。なお、東欧・中国等では単位にMPS（メートル/秒）を用いるが、それ以外ではKT（ノット）を用いる。
- 310V290 は、風向の変動が310度（北西）～120度（東南東）～290度（西北西）であることを示す。
- 1400 は、視程が1400メートルであることを示す。なお、ヨーロッパ系ではスペインを除き視程は最短視程である。その他の多くの国では卓越視程である。
- R04/P1500N は、滑走路04での滑走路視距離 (RVR) が1500メートル以上で、特に変化が無いことを示す。
- R22/P1500U は、滑走路22での RVR が1500メートル以上で、上昇していることを示す。
- +SN は、激しい雪が降っていることを示す。
- BKN022 は、雲底高が地上高 (AGL; Above Ground Level) 2,200フィートで雲に隙間があること（雲量が5/8～7/8）を示し、シーリングである。
- OVC050 は、雲底高が地上高5,000フィートで雲に隙間が無いこと（雲量が8/8）を示す。
- M04/M07 は、気温が摂氏マイナス4度で、露点が摂氏マイナス7度であることを示す。
- Q1020 は、高度計規正値(QNH方式)が1020hPaであることを示す。
- NOSIG は、METAR に追加されるTREND 予報の例である。NOSIG は、次の2時間には大きな変化が無いことを意味する。
- 9949//91 は、滑走路の状況を示す。フォーマットは「abcdefgh」で、ab は滑走路の方位（99 は以前示された滑走路、または、全ての滑走路）、c は堆積物の種類（4は乾雪）、d は堆積物の占める割合（9 は滑走路の51～100%が覆われている）、ef は堆積物の厚さ (mm) （// は計測不能か滑走路の使用に支障が無いことを示す）、gh は制動指数（91 はブレーキの効きが非常に悪い）を示す。滑走路状態を報じる規定は地域航空協定によるもので、国際METARコードで定められているものではない。この例はMOTNE（Meteorogical Operational Telecommunication Network Europe）のフォーマット。
- = は、METAR の終わりを示す。

## 米国/カナダ METAR コード
北米で使用されている METAR は、WMOが定めている FM 15-XII コードに修正が加えられたものとなっている。METAR 自体は国際的に採択されている標準であるが、各国が運用上細部の修正を加えることを認めている。たとえば、米国ではマイル、ノット、インチなどの単位を独自に採用している。詳細は、FAA の航空情報マニュアル (AIM) に記されている。以下に示す例は、ニュージャージー州のトレントン近郊にあるトレントン・マーサー空港における 2003年12月5日 18:53 UTC の METAR である。
METAR KTTN 051853Z 04011KT 1/2SM VCTS SN FZFG BKN003 OVC010 M02/M02 A3006 RMK AO2 TSB40 SLP176 P0002 T10171017=
- METAR は、以下に続くのが通常の1時間ごとの観測であることを示す。
- KTTN は、この通報がアメリカ合衆国のトレントン近郊にあるトレントン・マーサー空港のものであることを示す。
- 051853Z は、月の日付が5日で、時刻が協定世界時で1853、グリニッジ標準時で午後6時53分、東部標準時で午後1時53分であることを示す。
- 04011KT は、風速11ノット（約13マイル/時;20km/時）の風が真北より40度の方向（北東）から吹いていることを示す。
- 1/2SM は、卓越視程が0.5マイル（800m）であることを示す。
- VCTS は、周辺（10マイル（16km）以内、5マイル（8km）超）に雷電があることを示す。
- SN は、並みの強さで雪が降っていることを示す。
- FZFG は、着氷性の霧が出ていることを示す。
- BKN003 は、雲底の高さが地上高300フィートで雲に隙間があることを示す。
- OVC010 は、雲底の高さが地上高1,000フィートで雲に隙間が無いことを示す。
- M02/M02 は、気温が摂氏マイナス2度で、露点が摂氏マイナス2度であることを示す。
- A3006 は、高度計を30.06inHgで規正すべきであることを示す。

これ以降は、国際的なフォーマットの一部ではない点に注意。この例はアメリカ合衆国に特有で、カナダと共通のフォーマットではない。
- RMK は、注釈が後に続くことを示す。
- AO2 は、雨や雪の降水センサーで自動化された測候所であることを示す。（降水センサーが設置されていない自動測候所は AO1）
- TSB40 は、雷電が始まったのが正時の40分、協定世界時で1840、グリニッジ標準時で午後6時40分、東部標準時で午後1時40分であることを示す。
- SLP176 は、海面校正した気圧が1017.6hPaであることを示す。
- P0002 は、過去1時間の水に換算した降水量が0.02インチ（0.5 mm）であることを示す。
- T10171017 は、気温が摂氏マイナス1.7度（華氏に換算すると29度）で、露点が摂氏マイナス1.7度（華氏に換算すると29度）であることを示す。
- = は、METAR の終わりを示す。

注意することは、向きを示す情報はRVRを除くと、真方位（極を南北とする）で示されることで、コンパス（方位磁針）で示される方位（磁方位）ではない。